# Минц, Хилари
Хилари (Ила́рий) Минц (пол. Hilary Minc; 1905—1976) — польский политический и государственный деятель, экономист.

## Биография
Учился в средней школе в Варшаве, вступил в Союз независимой социалистической молодёжи, затем в Союз коммунистической молодежи (позднее Коммунистический союз польской молодежи). С 1921 член Коммунистической рабочей партии Польши (позднее Коммунистическая партия Польши). Активно работал в молодёжных организациях, в 1922–1923 был членом ЦК КСПМ (польский комсомол). Изучал право и экономику. В 1925–1928 жил во Франции, изучал экономику в университете в Париже (защитил степень доктора права), а затем в Тулузе (исключен и выслан из страны за деятельность в ФКП). В 1928–1929 жил в Советском Союзе, работал экономистом, вступил в ВКП(б). Вернувшись в Польшу, призван в армию, окончил кадетское училище пехотного резерва. В 1931 начал работать в научно-исследовательском отделе Главного статистического управления в Варшаве, затем был советником отдела переписи населения. По поручению Главного статистического управления в 1935 провёл перепись населения Гдыни.
В 1931–1935 член, затем секретарь Центральной национальной редакции ЦК Коммунистической партии Польши. В 1937 уволен из Главного статистического управления за коммунистическую деятельность. Затем работал в Управлении национального планирования при министерстве финансов, изучая проблему так называемых «лишних рабочих рук» в сельском хозяйстве (скрытая аграрная безработица), позже был принят на работу в Управление планирования столичного магистрата Варшавы.
В 1939, после начала Второй мировой войны перебрался во Львов, в советскую зону, в декабре переехал в Самарканд,  где работал преподавателем экономики и истории ВКП(б) в Институте народного хозяйства.
Во время Великой Отечественной войны работал в редакции Польского радио в Саратове, затем в Москве, позже участвовал в создании Союза польских патриотов и Бюро польских коммунистов. В мае 1943 участвовал в организации Первой польской дивизии имени Костюшко. 14 мая стал политруком в дивизии, сначала в качестве начальника культурно-просветительского отдела, а с 1 июня – начальника воспитательного отдела в звании майора. В августе был назначен прокурором дивизии, а после конфликта с комдивом Зыгмунтом Берлингом и замполитом дивизии Влодзимежем Сокорским был понижен в звании до подхорунжего. Участник битвы под Ленино, за что был награждён орденом Отечественной войны 2-й степени и польской серебряной медалью «Заслуженным на поле Славы». Был восстановлен в звании майора и позже дослужился до подполковника.
С 10 марта 1944 возглавлял Управление экономических исследований Главного правления Союза польских патриотов. С января 1944 – один из двух полномочных представителей секретного Центрального бюро польских коммунистов при ЦК ВКП(б), с 11 июля 1944 – член бюро. В июле 1944 года принимал активное участие в переговорах и конференциях в Москве в связи с созданием Польского комитета национального освобождения (ПКНО). С августа 1944 член созданного политбюро ЦК Польской рабочей партии, секретного до декабря 1945.
Во временном правительстве, образованном ПКНО, 11 декабря 1944 стал министром промышленности.
Депутат Крайовой Рады Народовой, Законодательного сейма и сейма Польской Народной Республики первого созыва. 
После возвращения в Польшу занимал важные посты в государственных органах, до 1956 фактически был ответственным за экономическую политику страны. В 1945 возглавил Экономический комитет Совета Министров (на посту до сентября 1950). В правительстве Юзефа Циранкевича с марта 1947 был министром промышленности и торговли, постулировал экономическую централизацию в Польше, пропагандировал и внедрял социалистическую систему управления и распределения.  Первый вице-премьер правительства Польши с апреля 1949, тогда же возглавил Госэкономплан. Главный архитектор «шестилетнего плана» – программы развития польской экономики и промышленности.
В декабре 1948 года стал членом политбюро ЦК Польской объединенной рабочей партии, а в 1949 году — вице-премьером (с 1954 года — первым вице-премьером). 
С 24 февраля 1949 член Комиссии по безопасности ЦК ПОРП, курировал аппарат органов госбезопасности и милиции. Считался членом руководящей «тройки» в стране, вместе с Болеславом Берутом и Якубом Берманом.
В 1956 году, после протестных волнений в Познани, был выведен из состава политбюро ЦК и снят с руководящих государственных постов. Выступил с самокритикой, но в 1959 был исключен из ЦК ПОРП, а вскоре и исключён из партии.
Был похоронен со всеми партийными и воинскими почестями 29 ноября 1974 на Аллее почёта Воинского кладбища в Повонзках, в присутствии ряда руководящих деятелей государства и партии.